# Viking (Minnesota)
Viking – miasto w Stanach Zjednoczonych, w stanie Minnesota, w hrabstwie Marshall.